# Neoplatyura nigricauda
Neoplatyura nigricauda is een muggensoort uit de familie van de Keroplatidae. De wetenschappelijke naam van de soort is voor het eerst geldig gepubliceerd in 1893 door Strobl.